# Léon Peltzer
Pour les articles homonymes, voir Peltzer.
Léon Peltzer, né le 9 juillet 1852 à Verviers et mort par noyade, en 1922 à Klemskerke, est un criminel belge qui défraya la chronique dans le cadre de l'Affaire Peltzer en 1882 pour avoir assassiné l'avocat anversois, Guillaume Bernays. Léon Peltzer est le frère d'Armand Peltzer, véritable commanditaire du meurtre en raison de la passion qu'il vouait à Julie Pecher, l'épouse de l'avocat Bernays,.

## Éléments biographiques
Léon Peltzer est le fils d'Hermann Peltzer et d'Ida von Gülich.
Léon Peltzer ayant loué en décembre 1881 pour les besoins de son forfait un appartement au 159, rue de la Loi y attire Guillaume Bernays, avocat spécialisé dans le droit maritime pour l'entretenir de la création d'une entreprise océanographique. L'invitation émane d'un certain Henry Vaughan, personnage créé de toutes pièces et auquel Léon Peltzer par maints efforts s'attacha à donner une réelle consistance. Le crime commis, Léon Peltzer envisage de disparaître dans la nature au même titre que l'evanescent Henry Vaughan. Le crime devait être parfait. L'entrevue se déroule le 7 janvier 1882. À peine arrivé, Henry Vaughan alias Léon Peltzer tue d'un coup de révolver dans la nuque l'infortuné avocat. Comme prévu, il prend ensuite la fuite.
Dix jours plus tard, le corps de l'avocat n'ayant toujours pas été retrouvé, Léon Peltzer se résout à adresser une missive au procureur du roi. Sous le pseudonyme d'Henry Vaughan, il explique que collectionnant les armes à feu, il avait montré l'un de ses pistolets à Guillaume Bernays et que le coup serait parti inopinément. Un terrible accident. Le 19 janvier 1882, le corps sans vie de l'avocat est effectivement découvert au n°159 rue de la Loi.
Le procureur trouvant cette histoire abracadabrante fit publier dans la presse, ce qui était nouveau pour l'époque, des éléments de l'enquête dont la fameuse lettre d'Henry Vaughan datée du 16 janvier. Un pharmacien verviétois reconnait sans hésiter l'écriture d'un homme d'affaires anversois originaire de Verviers et avec lequel il est en contact: Léon Peltzer.
Léon Peltzer et son frère furent jugés du 27 novembre au 22 décembre 1882. Ils furent tous deux condamnés à mort mais leur détention fut commuée en une peine d'emprisonnement à perpétuité.
Son frère décède trois ans plus tard mais Léon restera plus longtemps en prison et soulèvera même maints débats. M. Marguery, inspecteur des prisons, Constantin Meunier ou Gérard Harry, directeur du journal libéral, Le Petit bleu qui écrira plus tard un ouvrage sur cette affaire interviendront publiquement en vue d'une réhabilitation morale de Léon Peltzer en raison de son repentir. Tout ceci contribua à sa libération par le ministre de la justice belge, Henry Carton de Wiart, le 17 octobre 1911. Léon Peltzer était alors âgé de 65 ans. Libéré, il se rendit sous un pseudonyme à Londres avec l'aide d'une sœur établie à Stuttgart puis sera un temps surveillant d'exploitation à Ceylan avant que de rentrer en Belgique et de disparaître tragiquement par noyade dans la Mer du Nord à Klemskerke en 1922 s'agissant là, très probablement, d'un suicide.

## Modus operandi
Depuis sa faillite à Anvers dont les relents frauduleux ont pu être efficacement estompés par l'intervention de son frère aîné, Armand Peltzer, Léon mène une vie de globe-trotter. On le retrouve à Manchester, à Buenos Aires, à Londres. Il côtoie plusieurs fois les geôles de ces différents pays de villégiature, pour malversation, pour abus de confiance. Finalement, il décide de quitter l'Amérique latine et de s'installer à New York sous le faux nom de Frédéric Albert. Il décroche un emploi chez Goodman & Kraker. Le 15 octobre 1881, Léon Peltzer quitte New-York. Il a expliqué à son patron, Mr Goodman, qu'il doit se rendre toute affaire cessante au Canada pour venir en aide à un ami dont il est redevable. Une seule chose est vraie, il effectue ce déplacement pour quelqu'un à qui il doit une fière chandelle. Pour le reste... En fait, il se rend en Europe pour venir en aide à son frère, Armand, et pour un motif bien moins louable que ce qu'il voulut bien laisser entendre à son patron.
Le 1er novembre 1881, Il embarque ainsi à bord de l' Arizona en partance pour Liverpool. Il se nomme désormais, Adolphe Prelat. À son arrivée, une missive de son frère, envoyée poste restante, l'y attend. Il lui fixe rendez-vous à Paris, Léon descendra au Grand Hôtel du Nord, Rue La Fayette. Léon s'embarque alors pour la France sous le pseudonyme de Louis Mario. Il y arrive le 11 novembre 1881. Armand, quant à lui, a choisi d'accompagner un membre de la famille Bernays en voyage d'affaire à Paris pour le seconder. Il l'a déjà informé qu'une fois l'affaire traitée, il restera quelques jours de plus à Paris, en villégiature. Armand arrive ainsi à Paris le 12 novembre et remet, comme prévu, dans le train pour Bruxelles celui qui devait lui servir d'alibi malgré lui pour faire ce déplacement. Nous sommes le 15 novembre, les frères sont convenus d'un rendez-vous Place de l'Opéra. Les deux frères s'y rencontrent et décident de s'installer à l'Hôtel du commerce proche de la Gare de Lyon. Léon y loue deux chambres sous le nom de Jules Kerouan. Les frères passent les 17, 18 et 19 novembre ensemble. Le 19 au soir, Armand reprend le train pour Anvers. Léon se rend alors chez un coiffeur nommé Daumouche, sans vergogne, il lui explique qu'il doit se rendre méconnaissable pour se rendre à un bal costumé et lui achète une perruque et une barbe postiche plus vraies que nature. Ainsi grimmé, il se rendit à nouveau chez le coiffeur qui ne le reconnut point. Le stratagème était au point. Le 20 novembre, il se rend chez l'arquebusier Decante sous le pseudonyme de Vibert pour y acheter sept révolvers et trois boîtes de cartouches. Enfin, s'appelant cette fois Valgravé, il se refait une garde-robe complète. Léon Peltzer devient enfin Henry Vaughan, de la maison Murray de Sydney venu en Europe pour organiser entre Brêmes, Hambourg, Amsterdam et l'Australie un nouveau service de steamers.

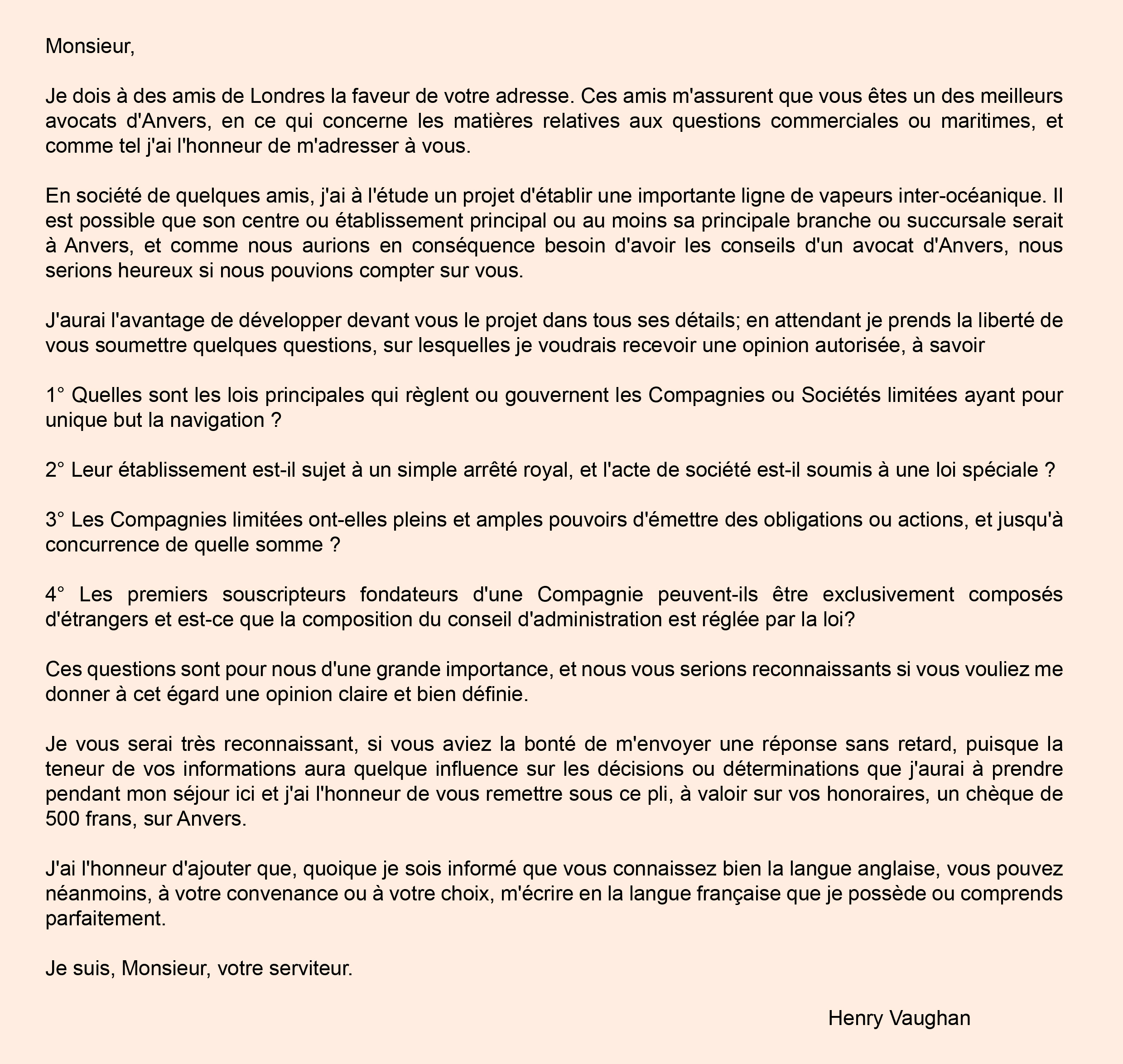
Lettre adressée par Henry Vaughan à Guillaume Bernays en janvier 1881 pour l'attirer à Bruxelles.

Le 1er décembre 1881, Léon Peltzer-Henry Vaughan est en route pour la Belgique qu'il sillonnera jusqu'au 22, ne ménageant pas sa peine pour donner une consistance à cet Henry Vaughan, l'agent général de la maison Murray de Sydney. Le 23 décembre, il est à Londres et se rend chez l'armurier Bakker pour acheter le revolver qui servira lors du meurtre. De retour à Bruxelles, Léon Peltzer y loue un appartement rue de la Loi qu'il fait aménager en bureau bourgeois cossu. Il adresse alors une lettre à Guillaume Bernays, éminent spécialiste en droit maritime pour l'entretenir de son projet. Il joint à son courrier un premier chèque de 500 francs belges, une avance. Un premier rendez-vous est fixé à Anvers chez Bernays. Vaughan décline prétextant un enfant souffrant et un emploi du temps surchargé. Guillaume Bernays, confiant, déroge à la règle, et se rend à Bruxelles, le 7 janvier 1881, au 159, Rue de la Loi où il avait rendez-vous avec son funeste destin. À peine arrivé, Léon Peltzer donnera plusieurs versions de cet épisode, il est abattu d'une balle dans la nuque. La version la plus plausible est que Guillaume Bernays ait directement eu l'impression de connaître son interlocuteur et lui arracha son postiche, démasqué, il menaça de le dénoncer, une rixe s'ensuivit durant laquelle, Guillaume Bernays est assassiné.
Le forfait commis, Armand et Léon se rencontrèrent à Maestricht. Léon erre ensuite en Allemagne, en Autriche et en Suisse d'où il adresse la fameuse lettre du 16 janvier 1882 au coroner, les aveux d'Henry Vaughan. Le Juge d'instruction Ketels, intrigué par le caractère rocambolesque de ces aveux et aidé par la parution dans la presse de certaines pièces versées au dossier (dont la lettre du 16) n'aura de peine à dénouer l'intrigue conduisant à l'arrestation du meurtrier et du commanditaire. Le jugement aura lieu devant la cour d'assises de Brabant du 27 novembre au 22 décembre 1882. Le président Demeure, l'avocat général van Maldeghem et le jury populaire à l'unanimité condamneront les deux hommes à la peine de mort qui sera commuée en détention à perpétuité.